# Gerald Asamoah
Gerald Asamoah (* 3. října 1978, Mampong) je německý fotbalový útočník narozený v Ghaně, hrající za německý klub Schalke 04. V letech 2001–2006 hrál i za německou reprezentaci. Německé občanství má od roku 2000.

## Klubová kariéra
Profesionální kariéru zahájil v Hannoveru, odkud přestoupil do Schalke 04. V Schalke vydržel jedenáct let, poté v létě 2010 odešel do týmu nováčka ze St. Pauli. V St. Pauli debutoval 19. září 2010, když v 73. minutě střídal svého týmového spoluhráče Rouwena Henningse. Poté, co klub sestoupil do 2. Bundesligy, přestoupil Asamoah do SpVgg Greuther Fürth.

## Reprezentační kariéra
V reprezentaci odehrál přes čtyřicet utkání a objevil se v sestavách Německa pro mistrovství světa 2002 a 2006 i pro Konfederační pohár FIFA v roce 2005.

## Úspěchy
Schalke 04
- Bundesliga
  - 2. místo (2000/01, 2004/05, 2006/07 a 2009/10)
- DFB-Pokal
  - 1. místo (2000/01, 2001/02)
  - 2. místo (2004/05)

Německo
- Mistrovství světa
  - 2. místo (2002)
  - 3. místo (2006)
- Konfederační pohár
  - 3. místo (2005)

## Osobní život
Jeho bratr Lewis Asamoah hraje za tým Heeseler SV v nižší německé lize.